# Delnice, Slovenien
Delnice är en by i Gorenja vas-Poljane, nära Škofja Loka i Slovenien. Enligt folkräkningen år 2019 hade Delnice 151 invånare. Delnice livnär sig på jordbruk och odling men är kanske mest känd som Nika Vodans födelseort. Byn ligger längs ett populärt cykling- och vandringsspår från Železniki till Poljane nad Škofjo Loko och längs med floden Delniščica, en biflod till Poljanska Sora.